# Kino Springs
Kino Springs – jednostka osadnicza w Stanach Zjednoczonych, w stanie Arizona, w hrabstwie Santa Cruz.